# Styela chaini
Styela chaini är en sjöpungsart som beskrevs av Monniot 1970. Styela chaini ingår i släktet Styela och familjen Styelidae. Inga underarter finns listade i Catalogue of Life.